# 끊어잡기
끊어잡기 또는 끊어먹기는 돌의 연결를 끊는 끊음수로 상대의 돌을 잡는 것이다.